# La forza della ragione
La forza della ragione è il secondo libro de La Trilogia di Oriana Fallaci (gli altri due sono La rabbia e l'orgoglio e Oriana Fallaci intervista sé stessa - L'Apocalisse). In questo libro, inizialmente concepito come un post scriptum per la trentesima edizione de La rabbia e l'orgoglio, la giornalista-scrittrice risponde con determinazione ai violenti attacchi ricevuti da gruppi islamici, da gruppi politici facenti riferimento per la maggior parte alla sinistra e dai mass media a seguito della pubblicazione del volume del 2001.
Il libro termina con questa frase: «Stavolta non mi appello alla rabbia, all'orgoglio, alla passione. Mi appello alla Ragione. E insieme a Mastro Cecco che di nuovo sale sul rogo acceso dall'irragionevolezza ti dico: bisogna ritrovare la Forza della Ragione». Cecco d'Ascoli, noto anche come Mastro Cecco, alla cui figura l'autrice si richiama, è un ascolano che, condannato per eresia dal Sant'Uffizio, fu bruciato vivo sul rogo a Firenze nel 1328 secondo quanto riporta la Fallaci, insieme alle copie del suo saggio La Sfera Armillare.
Il libro è dedicato a Fabrizio Quattrocchi e agli italiani vittime dell'estremismo religioso.

A seguito della pubblicazione (curata dalla stabilimento bergamasco della Arti grafiche), l'allora presidente dell'Unione Musulmani d'Italia Adel Smith denunciò Oriana Fallaci per vilipendio alla religione islamica.
Il processo fu interrotto dalla morte delle scrittrice l'anno seguente.

## Edizioni
- Oriana Fallaci, La forza della ragione, Rizzoli International, 2004,  pp. 288, ISBN 88-17-00296-8.
- id., La Forza della Ragione. Prefazione di Dario Fertilio, Collana Opere di Oriana Fallaci, BUR, Milano, 2010, ISBN 978-88-17-03500-2.
- id., La Forza della Ragione, Collana best Bur, BUR, Milano, 2014.